# Мужская сборная Австрии по баскетболу
Мужская сборная Австрии по баскетболу — национальная сборная, которая представляет Австрию на международных соревнованиях по баскетболу. На чемпионатах Европы играла всего 6 раз, но ни разу не завоёвывала медалей (лучшим результатом было только 11-е место в 1951 году). Последний раз играла на Евробаскете в 1977 году, ныне выступает в Дивизионе B.